# Felice della Rovere
Felice della Rovere známá též jako Madonna Felice (asi 1483 – 27. září 1536) byla nelegitimní dcera papeže Julia II. a Lucrezie Normanni, pocházející ze staré římské rodiny. Stala se jednou z nejmocnějších žen italské renesance.

## Život
Díky postavení svého otce, který stál i za jejím dohodnutým sňatkem s podstatně starším Gianem Giordanem z rodu Orsini, dosáhla mimořádného bohatství i vlivu jak uvnitř, tak vně římské kurie.
Finanční výkazy, dokumenty z archivu rodu Orsini a dopisy adresované i psané Felice vypovídají o tom, že měla značný vliv nejen na svého otce Julia, ale také na jeho následovníky z rodu Medici, papeže Lva X. a Klementa VII.
Felice byla matkou dvou synů, Francesca a Girolama, a dvou dcer, Giulie a Clarice, další dítě zemřelo v raném věku. Po smrti Giana Giordana v roce 1517 získala kontrolu nad rozsáhlým jměním Orsiniů.